# Jason Reitman
Jason Reitman, född 19 oktober 1977 i Montréal i Québec, är en kanadensisk-amerikansk filmregissör, manusförfattare och filmproducent.
Reitman är främst känd för att ha regisserat filmerna Thank You for Smoking (2005), Juno (2007) och Up in the Air (2009). Han fick 2008 en Oscarsnominering för Juno och blev år 2010 Oscarsnominerad i tre kategorier för Up in the Air. Up in the Air vann både en Golden Globe och en BAFTA Award för bästa manus. Reitman samarbetar ofta med manusförfattaren Diablo Cody.
Han är son till regissören Ivan Reitman och äldre bror till skådespelaren och författaren Catherine Reitman.

## Filmografi (i urval)
| År   | Filmtitel                 | Manus- författare | Regissör | Producent |
| ---- | ------------------------- | ----------------- | -------- | --------- |
| 2005 | Thank You for Smoking     | Ja                | Ja       |           |
| 2007 | Juno                      |                   | Ja       |           |
| 2009 | Up in the Air             | Ja                | Ja       | Ja        |
| 2009 | Jennifer's Body           |                   |          | Ja        |
| 2011 | Young Adult               |                   | Ja       | Ja        |
| 2013 | Labor Day                 | Ja                | Ja       | Ja        |
| 2014 | Men, Women & Children     | Ja                | Ja       | Ja        |
| 2021 | Ghostbusters: Afterlife   | Ja                | Ja       |           |
| 2024 | Ghostbusters: Frozen City | Ja                |          | Ja        |
| 2024 | Saturday Night            | Ja                | Ja       | Ja        |